# 茶坊主
茶坊主（ちゃぼうず）とは、室町時代から江戸時代に存在していた職名の一つ。

## 概要
将軍や大名の周囲で、茶の湯の手配や給仕、来訪者の案内接待をはじめ、城中のあらゆる雑用に従事した。刀を帯びず、また剃髪していたため「坊主」と呼ばれているが僧ではなく、武士階級に属する。
初期には同朋衆などから取り立てられていたが、後には武家の子弟で、年少より厳格な礼儀作法や必要な教養を仕込まれた者を登用するようになった。職務上、城中のあらゆる場所に出入りし、主君のほか重要人物らと接触する機会が多く、情報に通じて言動一つで側近の栄達や失脚などの人事はもとより政治体制すらも左右することもあったことから、出自や格を超えて重要視、時には畏怖されることもあった。
転じて現代は、権力者に取り入り出世や保身を図る者の侮蔑的比喩として使われることが多い。